# Élection du secrétaire général du Parti socialiste portugais de 2011

Logo du Parti socialiste.

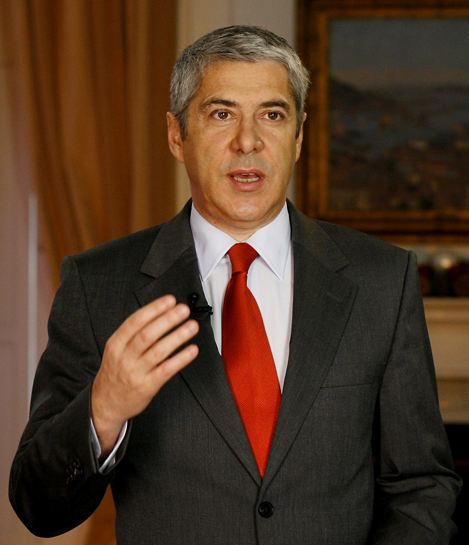
José Sócrates.

L’élection du secrétaire général du Parti socialiste portugais de 2011 s'est tenue les 22 et 23 juillet 2011, afin d'élire le septième secrétaire général du Parti socialiste portugais (PS) depuis sa fondation, en 1973.

## Contexte: les élections anticipées de 2011
Après le rejet de son quatrième plan d'austérité budgétaire par l'Assemblée de la République le 23 mars 2011, le Premier ministre, et secrétaire général du PS depuis 2004, José Sócrates démissionne, ce qui entraîne la convocation d'élections législatives anticipées pour le 5 juin. Il est réélu peu après à la tête du parti, avec 93,3 % des voix.
Lors du scrutin, le PS n'obtient que 28,05 % des voix, contre 38,63 % au Parti social-démocrate (PPD/PSD). Sócrates renonce immédiatement à diriger les socialistes, et une réunion de la commission nationale est convoquée deux jours plus tard, afin d'organiser une élection anticipée du secrétaire général et un congrès extraordinaire.
Deux candidats sont alors pressentis, les députés António José Seguro, critique interne du dirigeant sortant, et Francisco Assis, perçu comme un de ses fidèles,. Toutefois, dans la mesure où ce dernier semblait ne pas disposer des soutiens nécessaires, son retrait en faveur du maire de Lisbonne, l'ancien ministre António Costa, avait été évoqué. Costa décide finalement de ne pas se présenter, et les deux pressentis de départ font alors acte de candidature. Le lendemain, le maire de la capitale apporte un soutien implicite à chef du groupe parlementaire, affirmant qu'il examinera les différentes candidatures, mais que « Francisco Assis a toutes les qualités pour faire un bon secrétaire général ».
Dans le même temps, par 168 voix contre 33, la commission nationale décide de convoquer l'élection du secrétaire général en juillet, et le congrès en septembre, conformément aux souhaits de Seguro mais contre les désirs exprimés par certains soutiens d'Assis, et selon un calendrier proposé par Sócrates lui-même.

## Candidats

### Déclarés
| Nom | Nom                         | Fonctions                     |
| --- | --------------------------- | ----------------------------- |
|     | Francisco Assis, 46 ans     | - Député du district de Porto |
|     | António José Seguro, 49 ans | - Député du district de Braga |

### Ayant renoncé
| Nom | Nom                            | Fonctions                      |
| --- | ------------------------------ | ------------------------------ |
|     | Maria de Belém Roseira, 61 ans | - Députée du district d'Aveiro |
|     | António Costa, 49 ans          | - Maire de Lisbonne            |

## Campagne interne
Alors que dès le début le 9 juin, Francisco Assis obtient le soutien de certains poids lourds comme l'ancien ministre José Lello, les députés européens Luís Capoulas Santos, ex-ministre de l'Agriculture et vice-président de la commission politique du PS, et Edite Estrela, les dirigeants locaux du PS dans le district de Lisbonne, le district de Porto, ainsi que de figures de la franc-maçonnerie portugaise, son concurrent António José Seguro reçoit, dans les cinq jours, celui de la majorité des fédérations socialistes de district,,. Toutefois, la fédération des Açores, ainsi que le fondateur et ancien secrétaire général du parti, Mário Soares, refusent de prendre position,.
Le 14 juin, Assis propose à Seguro la tenue de débats télévisés et devant les militants, sans toutefois obtenir de réponse. Dans la semaine qui suit, ce dernier obtient de nouveaux soutiens, dont ceux du président de la commission d'organisation du congrès, du ministre sortant Alberto Martins et de l'aile gauche du PS.
Lors de l'ouverture de la douzième législature, le 20 juin, les deux candidats se mettent d'accord pour que la députée et ancienne ministre de la Santé, Maria de Belém Roseira, préside le groupe parlementaire jusqu'à la formation de la nouvelle équipe dirigeante du parti. 
Bien qu'il promeuve une « saine coopération » avec le gouvernement de centre-droit de Pedro Passos Coelho, dont il dit vouloir respecter la légitimité populaire, Seguro fait savoir qu'en cas d'élection, il refusera toute proposition de révision constitutionnelle émanant de la coalition gouvernementale. 
De son côté, Assis, qui dénonce un parti « très dominé par les petits intérêts politiques » et qu'il existe « un mur qui sépare le monde du parti et le monde général de la société », défend que les prochains candidats aux élections locales, législatives, et au poste de Premier ministre du Portugal soient désignés lors d'élections primaires ouvertes à toute la société, à l'image des États-Unis. Le 23 juin, il propose à Carlos César de prendre la présidence, essentiellement honorifique, du parti, en remplacement d'António de Almeida Santos, mais celui-ci, qui a avoué sa préférence pour António Costa, refuse cette offre le lendemain, s'estimant « trop nouveau » pour ce poste.

## Sondages

### Ensemble des sympathisants socialistes
| Sondage      | Date de réalisation | Taille du panel | Abstention, blancs, nuls | Personnalités testées                                | NSP1   |
| ------------ | ------------------- | --------------- | ------------------------ | ---------------------------------------------------- | ------ |
| Eurosondagem | 26 au 28 juin 2011  | —               | —                        | António José Seguro 43,2 % \| Francisco Assis 39,6 % | 17,2 % |
| Aximage      | 5 au 8 juillet 2011 | 600             | —                        | António José Seguro 42,3 % \| Francisco Assis 34,9 % | 22,8 % |

### Ensemble des sympathisants non socialistes
| Sondage      | Date de réalisation | Taille du panel | Abstention, blancs, nuls | Personnalités testées                                | NSP1   |
| ------------ | ------------------- | --------------- | ------------------------ | ---------------------------------------------------- | ------ |
| Eurosondagem | 26 au 28 juin 2011  | —               | —                        | Francisco Assis 45,6 % \| António José Seguro 35,2 % | 19,2 % |
| Aximage      | 5 au 8 juillet 2011 | 600             | —                        | António José Seguro 42,2 % \| Francisco Assis 30,6 % | 27,2 % |

1NSP : Ne se prononcent pas (ceux qui sont indécis ou qui ne choisissent aucun candidat).

## Résultats
| Parti                       | Parti            | Candidats           | Voix   | %     |
| --------------------------- | ---------------- | ------------------- | ------ | ----- |
|                             | Parti socialiste | António José Seguro | 23 903 | 67,98 |
|                             | Parti socialiste | Francisco Assis     | 11 257 | 32,02 |
| Total validité              | Total validité   | Total validité      | 35 160 |       |
| Votes blancs                | Votes blancs     | Votes blancs        | 216    | 0,61  |
| Votes nuls                  | Votes nuls       | Votes nuls          | 151    | 0,43  |
| Total                       | Total            | Total               | 35 527 |       |
| Source: Résultats officiels |                  |                     |        |       |